# Ronde van Lombardije 1952
De Ronde van Lombardije 1952 was de 45e editie van deze eendaagse Italiaanse wielerwedstrijd, en werd verreden op zondag 26 oktober 1952. Het parcours leidde van Milaan naar Milaan en ging over een afstand van 226 kilometer. De wedstrijd werd gewonnen door de Italiaan Giuseppe Minardi in een sprint.

## Uitslag
| Ronde van Lombardije 1952 |                      |              |          |
| Plaats                    | Naam                 | Ploeg        | Tijd     |
| Winnaar                   | Giuseppe Minardi     | Legnano      | 6u03'36" |
| 2                         | Nino Defilippis      | Legnano      | z.t.     |
| 3                         | Arrigo Padovan       | Atala        | z.t.     |
| 4                         | Danilo Barozzi       | Atala        | z.t.     |
| 5                         | Adolfo Grosso        | Benotto      | z.t.     |
| 6                         | Waldimaro Bartolozzi | Atala        | z.t.     |
| 7                         | Giorgio Albani       | Legnano      | z.t.     |
| 8                         | Agostino Coletto     | Frejus       | z.t.     |
| 9                         | Louison Bobet        |              | + 0' 19" |
| 10                        | Ferdy Kübler         |              | z.t.     |
|                           |                      |              |          |
| 51                        | Raymond Impanis      | Garin-Wolber | + 2' 55" |

1905 · 1906 · 1907 · 1908 · 1909 · 1910 · 1911 · 1912 · 1913 · 1914 · 1915 · 1916 · 1917 · 1918 · 1919 · 1920 · 1921 · 1922 · 1923 · 1924 · 1925 · 1926 · 1927 · 1928 · 1929 · 1930 · 1931 · 1932 · 1933 · 1934 · 1935 · 1936 · 1937 · 1938 · 1939 · 1940 · 1941 · 1942 · 1943 · 1944 · 1945 · 1946 · 1947 · 1948 · 1949 · 1950 · 1951 · 1952 · 1953 · 1954 · 1955 · 1956 · 1957 · 1958 · 1959 · 1960 · 1961 · 1962 · 1963 · 1964 · 1965 · 1966 · 1967 · 1968 · 1969 · 1970 · 1971 · 1972 · 1973 · 1974 · 1975 · 1976 · 1977 · 1978 · 1979 · 1980 · 1981 · 1982 · 1983 · 1984 · 1985 · 1986 · 1987 · 1988 · 1989 · 1990 · 1991 · 1992 · 1993 · 1994 · 1995 · 1996 · 1997 · 1998 · 1999 · 2000 · 2001 · 2002 · 2003 · 2004 · 2005 · 2006 · 2007 · 2008 · 2009 · 2010 · 2011 · 2012 · 2013 · 2014 · 2015 · 2016 · 2017 · 2018 · 2019 · 2020 · 2021 · 2022 · 2023 · 2024 · 2025